# Ruslan Mukhtarov
Ruslan Mukhtarov (ur. 17 marca 1993) – francuski zapaśnik walczący w stylu wolnym. Ósmy na igrzyskach śródziemnomorskich w 2013. Złoty medalista  mistrzostw śródziemnomorskich w 2014. Wicemistrz Francji w 2012